# Brisingr
Hỏa kiếm là phần 3 trong tập chuyện Inheritance Cycle bởi tác giả trẻ tuổi Christopher Paolini ra mắt ngày 23 tháng 9 năm 2008 bản tiếng Anh. Hỏa Kiếm trong tiếng Việt được tách ra làm hai phần 1 và 2. Lần lượt ra được xuất bản cuối năm 2008 và đầu năm 2009. Hỏa kiếm là tập truyện dài hơn so với hai tập đầu Eragon và Eldest.
Xuất bản bởi công ty Alfred A. Knopf, chi nhánh của Random House, bộ truyện đã được bán hết 550,000 bản trong ngày đầu tiên xuất bản, là một kỉ lục bán nhiều nhất của hãng công ty Random House. Bộ tiểu thuyết đứng nhất trong 150 cuốn bestseller của tờ báo USA Today, trong lần xuất hiện trong công chúng đầu tiên. Các nhà phê bình đã chỉ trích độ dài của sách, trong khi bình luận về sự trưởng thành của tác giả, Paolini, trong cách đối xử của các nhân vật trong truyện

## Cốt truyện

### Hỏa kiếm tập 1
Sau khi Eragon và Roran gặp nhau và đang tìm cách trả thù cho Garrow. Nhưng trước tiên Eragon phải tìm cách cứu Katrina vì Eragon biết nếu không giải cứu cô ấy sớm thì vua vua Galbatorix sẽ có thể dùng Katrina ép Roran phản bội Varden. Nhưng muốn cứu Katrina thì phải đột nhập vô vương quốc của vua Galbatorix đều đó rất nguy hiểm có Eragon sẽ bị giết chết. Nên Nasuada, hiện giờ là thủ lĩnh Varden, không muốn cho Eragon đi, nhưng Eragon cương quyết muốn đi và giải thích cho Nasuada hiểu. Cuối cùng Nasuada đồng ý, và khi Eragon và Roran đến Helgrind gặp phải Ra'zac sau khi giết xong một tên. Eragon tìm được Sloan đã bị mù cha của Katrina và kêu Roran và Katrina cưỡi Saphira về trước vì muốn tìm chút manh mối. Sau đó Eragon giết tên Ra'zac còn lại rồi thoát ra khỏi Helgrind và Eragon thầm mừng vì cuối cùng cũng trả thù được cho cậu Garrow cho dù thời gian trả thù lâu hơn nó muốn, sau khi đến chỗ an toàn nó dùng pháp thuật để liên lạc với nữ hoàng Islanzadi và xin cho lão Sloan một chỗ sống. Sau đó Eragon đọc tên thật của ông ta bắt ông ta đi về Ellesméra. Và nếu ông ta thật sự hối cãi ông ta sẽ được phục hồi mắt nhưng đó là món quà ông ta không biết trước. Sau đó chạy về đội quân Varden. Trên đường về Eragon muốn qua thăm mộ ông Brom nhưng sợ quân triều đình bắt thấy nên thầm nhủ một ngày nào đó cháu sẽ đến thăm ông. Sau đó Eragon gặp Arya và họ cùng nhau về. Họ gặp phải một đoàn quân nhỏ rồi Eragon và Arya phải tiêu diệt hết để tránh bị phát hiện. Nhưng có một người lính chạy Eragon phải đuổi theo để giết người lính ấy anh ta van xin nài nỉ nói anh ta còn có mẹ già ở nhà anh ta bị bắt đi lính và hứa sẽ không nói những sự việc xảy ra ở đây, Eragon nói anh đã bị thề với vua Galbatorix nên anh là mối nguy hiểm cho chúng tôi. Tôi không còn cách nào khác trừ phi, cuối cùng Eragon bắt được anh ta và giết chết anh ấy, sau đó Eragon cảm thấy mình như tên sát nhân. Đêm đó Eragon và Arya gặp phải những linh hồn và chúng đã biến phép cho cây hoa dại biến thành bông hoa vàng còn có thể sinh sôi nảy nở. Trước khi Eragon trở về Varden bộ tộc du mục đang có ý định không muốn tiếp sức với Varden nữa Nasuada phải thách đấu trường đao với thủ lĩnh du mục tên là Fadawar nếu thắng du mục sẽ dưới sự chỉ huy của Nasuada còn nếu thua thì thủ lĩnh du mục sẽ điều khiển Varden. Sau cùng Nasuada cũng chiến thắng. Một lát sau, Nasuada phải đón tiếp 12 vị thần tiên do nữ hoàng Islanzadi phái tới để bảo vệ Eragon. Sau đêm đó Eragon và Arya tiếp tục đi khi gần tới Varden Eragon được Saphia ra đón bay trở về. Sau đó Eragon phải thực hiện lời hứa giải lời nguyền của mình trên Elva. Vì sự kém hiểu biết về cổ ngữ nên Eragon đã làm cho cô bé gánh chịu hết mọi đau khổ của người khác. Sau cùng Eragon giải lời nguyền xong. Ngày hôm sau, Eragon dùng phép thuật để tạo ra ba cục vàng rồi đi đến gặp Gedric đưa anh ta một cục vàng để đền lại cho anh ta vì ngày xưa Eragon đã ăn cắp mấy miếng da để làm yên cho Saphira, tiếp theo Eragon đến gặp ông Jeod nói chuyện về ông Brom rồi Eragon cố tình hỏi về Mozan phản đồ cuối cùng và cũng là cha nó và vợ lão ta tên là Selena. Sau khi nói xong Eragon đưa cho ông ta cục vàng để trả ơn vì bỏ hết tài sản để giúp Roran khi ở Teirm. Sau khi trả ơn xong hết Eragon đến gặp ông Frederic để kêu ông ta làm dùm một thanh kiếm. Sau đó Varden bị tấn công bởi Murtagh và con rồng thorn với 300 binh lính.Cuối cùng Eragon đánh bại được Murtagh và con rồng Thorn với sự giúp đỡ của 12 vị thần tiên. Quân ta cũng tiêu diệt hết 300 binh lính nhưng bị tổn thất nặng hơn vì hoảng sợ do chưa biết 300 tên đó đã bị ếm bùa không biết đau chỉ có cách chặt đầu chúng mới có thể dừng chúng lại. Sau khi trận chiến kết thúc, Eragon và Saphira đi ăn tiệc đám cưới của Katrina với Roran. Khi sắp hết đám cưới Eragon đưa cho Roran và Katrina mỗi người một chiếc nhẫn để khi cần cứu thì xoay một vòng nhẫn và kêu khắc tinh của tà thần thì Eragon sẽ đến cứu và một khi cả ba người vẫn còn đeo nhẫn thì sẽ biết nhau đang ở đâu. Đêm đó Katrina nói với Roran muốn ra đi vì không muốn sống ở Varden. Roran đồng ý để cho Katrina đi và mình ở lại và khi nào chiến tranh kết thúc sẽ đến gặp Katrina. Sau đó Eragon được nhận lệnh tham gia bầu vua lùn mới sau cái chết của vua Hrothgar. Vì nếu vị vua mới lên không có cảm tình với Varden thì quân đội Varden sẽ mất người lùn. Và Eragon sẽ đi cùng một Kull nhưng trước khi đến Troheim thì bỏ lại kull rồi cùng Orik đến chỗ người lùn vì người lùn rất ghét Kull. Lần này, Saphira không đi cùng để đánh lạc hướng quân triều đình nếu biết Eragon và Saphira không có ở Varden thì Murtagh và con rồng Thorn sẽ giết hết Varden. Eragon xin một yêu cầu sau khi bầu xong vua hết Saphira sẽ đến Troheim cùng tiếp kiến vua mới rồi tiện thể đến chỗ thần tiên để tiếp tục học với sư phụ Oromis.

### Hỏa kiếm tập 2
Eragon và một Kull chạy đến nơi mà người lùn cư ngụ, trên đường đi họ đã chia sẻ nhiều câu chuyện với nhau về những vấn đề thù oán hai loài. Khi Eragon đến Tronjheim tham dự cuộc bầu cho vị vua mới cho người lùn, Eragon xém tí nữa bị ám sát bởi một đám lính người lùn nhận lệnh từ Grimstborith Vermund của bộ tộc Az Sweldn rak Anhuin. Orik đã công bố vụ ám sát tại hội đồng và hội đồng quyết định trừng phạt tên Vermund bằng cách coi hắn như không tồn tại. Sau đó, cuộc bầu vị vua mới bắt đầu, Orik cuối cùng được lên ngôi, lễ đăng quang lập tức được cử hành ngay hôm sau, thường lệ thì phải đợi ba tháng từ lúc bầu cử xong vì để cho người lùn có thể sắp xếp thời gian đến dự nhưng bây giờ thời gian rất gấp gáp. Trong lễ đăng quang Saphira cũng có mặt, trước khi Orik trở thành vua, Orik phải trả lời ba câu hỏi từ một vị thần của người lùn, chỉ khi nào ông ta đồng ý cho Orik làm vua thì Orik mới thật sự trở thành vua hoặc nếu cố chấp làm vua thì thời đại sẽ ngắn ngủi và điêu tàn. Saphira tiện thể hồi phục luôn viên kim cương quý giá nhất đối với người lùn làm khôi phục lại niệm kiêu hãnh của người lùn, nhờ điều này Eragon và Saphira được phần lớn người lùn tôn vinh và quý trọng.
Sau đó, Eragon chào tạm biệt Orik lên đường bay tới Ellesméra, ở đây anh đã được sư phụ Oromis tiết lộ nhiều thứ quan trọng về bí mật gia đình anh, sự thật là Eragon là con của Broom, cậu là anh em cùng mẹ khác cha với Murtagh. Eragon được biết thêm về cuộc đời bố, mẹ cậu, cậu cũng rất vui khi biết mình không phải con của tên Mozan một trong mười ba phản đồ. Oromis còn tiết lộ cách mà tên Galbatorix dùng để tăng sức mạnh một cách phi thường là dùng tim của tim rồng gọi là Eldunarí. Hắn đã chiếm giữ tất cả Eldunarí đó là lý do hắn rất mạnh, và hắn đã chắc chắn cho tên Murtagh sử dụng một số để hắn có thể đánh bại Eragon. Eragon lúc này khao khát có một thanh kiếm nên câu đã tìm đến Rhunon, bà là người cuối cùng con sống để rèn kiếm cho những kỵ sĩ rồng nhưng bà tiết lộ bà tiết lộ muốn làm kiếm tốt giống như kiếm cho kỵ sĩ thì phải tìm được đá giống như thiên thạch bà đặt tên là "thép thông minh" mới có thể rèn được. Eragon liền đi tìm đến cây Menoa vì theo lời của mèo ma nói thì có một thứ gì đó để Eragon cần để làm thanh kiếm. Eragon sau khi lấy được mảnh thiên thạch đó nhưng bù lại cậu với hứa một điều kiện làm bất cứ điều gì cây Menoa nói. Bà Rhunon vì đã thề không rèn thêm bất cứ thanh kiếm nào nên đã kêu Eragon tự rèn với sự hướng dẫn của mình. Sau một đêm vất vả làm việc không ngừng cuối cùng Eragon đã rèn xong, khi Eragon đặt tên cho thanh kiếm là Brisingr-Hoả Kiếm thanh kiếm bỗng dưng bốc lửa, cả bà Rhunon cũng không hiểu được hiện tượng này đành phỏng đoán là Eragon đã vô tình nói đúng tên thật của thanh kiếm và đã tham gia vô quá trình chế tạo nó. Thoả mãn vì được thanh kiếm tốt, Eragon tạm biệt bà Rhunon đi về gặp sư phụ Oromis. Họ cùng nhau bay tới một đoạn, Eragon và sư phụ lại mỗi người một ngả Eragon phải bay tới thành để hợp sức cùng với Varden tấn công thành Feinster còn sư phụ Oromis bay tới Gil'ead để giúp thần tiên tiêu diệt quân triều đình. Sư phụ nói: "chúng ta đã ẩn dật quá lậu đã tới lúc phải xuất đầu lộ diện nếu có chết cũng cam, nếu một ngày nào đó một kỵ sĩ rồng mới được ra đời con sẽ là người có trách nhiệm dạy dỗ nó." Ta đã quá già và đã gần như tàn phế vì những thương tích chiến tranh người xưa nên việc ta bị kẻ thù giết cũng chả có gì khó nhưng con cần trẻ việc con lật đổ chế độ Galbatorix có khả năng cao hơn bất cứ kẻ nào vì thế ta và Gleadr, là con rồng của sư phụ Oromis, quyết định cho tim của tim của Gleadr cho con để phòng khi ta chết và để giúp con có thể sức mạnh để chống lại kẻ dịch thế là họ chia tay.
Từ lúc Eragon bỏ đi để tham dự cuộc bầu cử vị vua cho người lùn, Roran được nhận nhiều nhiệm vụ khác nhau chủ yếu để cướp lương thực của quân triều, số binh lính của triều đình lúc nào cũng đông hơn lính của Varden trong mỗi trận đánh và bây giờ còn nguy hiểm hơn nữa vì quân triều đình bây giờ sử dụng những ma thuật làm cho binh lính không biết đau đớn và sẽ không dừng chiến đấu trừ khi chặt đầu chúng. Trong một trận đánh vì quân lực ít ỏi và bị dính kế của kẻ thù nên Roran phải cãi lệnh và có kế hoạch khôn ngoan hơn nhờ vậy mà quân Varden lần đó mới thắng nhưng vì cãi lệnh nên Roran bị trừng phạt đánh năm mươi roi và vẫn được giữ cấp. Sau khi bị đánh đến nỗi liệt người, Raron lại được giao cho nhiệm vụ mới. Lần này anh được làm chỉ huy, dưới trướng anh là đội quân bao gồm người và Urgal nhằm hoà giải hai loài. Trong lúc thi hành nhiệm vụ, Roran đã có bất đồng với Urgal thế là tên Yrbog một trong các tên Urgal đã thách đấu Roran. Nếu Roran thắng, Urgal phải nghe lệnh loài người còn thua thì Urgal sẽ thống trị. Cuối cùng sau khoảng gần một tiếng quyết đấu căng thẳng, Roran đã có thế và đã ghìm vặn cổ được tên Yrbog nên đã khiến hắn nói đã khuất phục. Thế là một lần nữa Roran lại hoàn thành xuất sắc nhiệm vụ của mình, anh thở nhẹ nhỏm dù cảm thấy rất đau đớn vì kết quả trận đấu nhưng anh vẫn rất vui mừng.
Cuối cùng cuộc gặp mặt của hai anh em Eragon và Roran là ở cuộc chiến giữa Roran và thành Feinster. Trận chiến đã diễn ra được vài ngày cho tới lúc Eragon tới. Khi Eragon đến, Saphira phun một ngọn lửa xanh giữa bầu trời làm quân Varden tăng thêm dũng khí còn lúc trong thành thì dường như tỏ ra tuyệt vọng. Eragon cố gắng thuyết càng nhiều người quy hàng càng tốt để khỏi phải đổ máu. Trong khi đang đánh trận, một tên lính đã nguyền rủa Eragon phải rời khỏi Alagaesia mãi mãi và sẽ không giờ trở lại làm cho Eragon rùng mình vì đó là những lời tê Za'zac cuối cùng đã nói và lời tiên đoán của bà lang Angela là một tiên tri đã nói. Arya và Eragon đã cùng nhau hợp lần giết tà thần một lần nữa, lần này tà thần tạo ra từ những tên ba pháp sư tuy chỉ là tà thần giả nhưng sức mạnh không thua gì tà thần thiệt. Cuối cùng Eragon tiết lộ nhiều thứ với Arya và Nasuada nhiều thứ quan trọng từ vụ tim của tim của rồng đến tin tức sư phụ Oromis và con rồng Gleadr đã xuất đầu lộ diện và đã bị sát hại bởi tên Murtagh và con rồng, Eragon còn cho Arya và Nasuada xem về tim của tim của rồng. Sau đó, Eragon nghĩ về tương lai vận mệnh của loài người, thần tiên, người lùn... Rồi một ngày kia nó sẽ đánh một trận cuối cùng chấm dứt thời đại Galbatorix mãi mãi.